# Pseudobryobia curiosa
Pseudobryobia curiosa är en spindeldjursart som först beskrevs av Summers 1953.  Pseudobryobia curiosa ingår i släktet Pseudobryobia och familjen Tetranychidae. Inga underarter finns listade i Catalogue of Life.